# Häg-Ehrsberg
Häg-Ehrsberg (în alemanică Häg-Ehrschberg) este o comună din landul Baden-Württemberg, Germania.

## Istorie
Pământurile care sunt astăzi componente comunei au fost în trecut aflate sub conducerea casei de Schönau, care mai târziu prin moștenire au ajuns casei de Stein, vasali ai Austriei Anterioare. Häg-Ehrsberg a ajuns în mâinile Mărcii de Baden în 1831.